# Kloster Fossanova
Kloster Fossanova ist eine ehemalige Abtei der Benediktiner, dann der Zisterzienser und später Kartäuserkloster sowie heute Franziskanerkonvent in der Gemeinde Priverno in der italienischen Region Latium. Das Kloster ist ein italienisches Nationaldenkmal.

## Geschichte

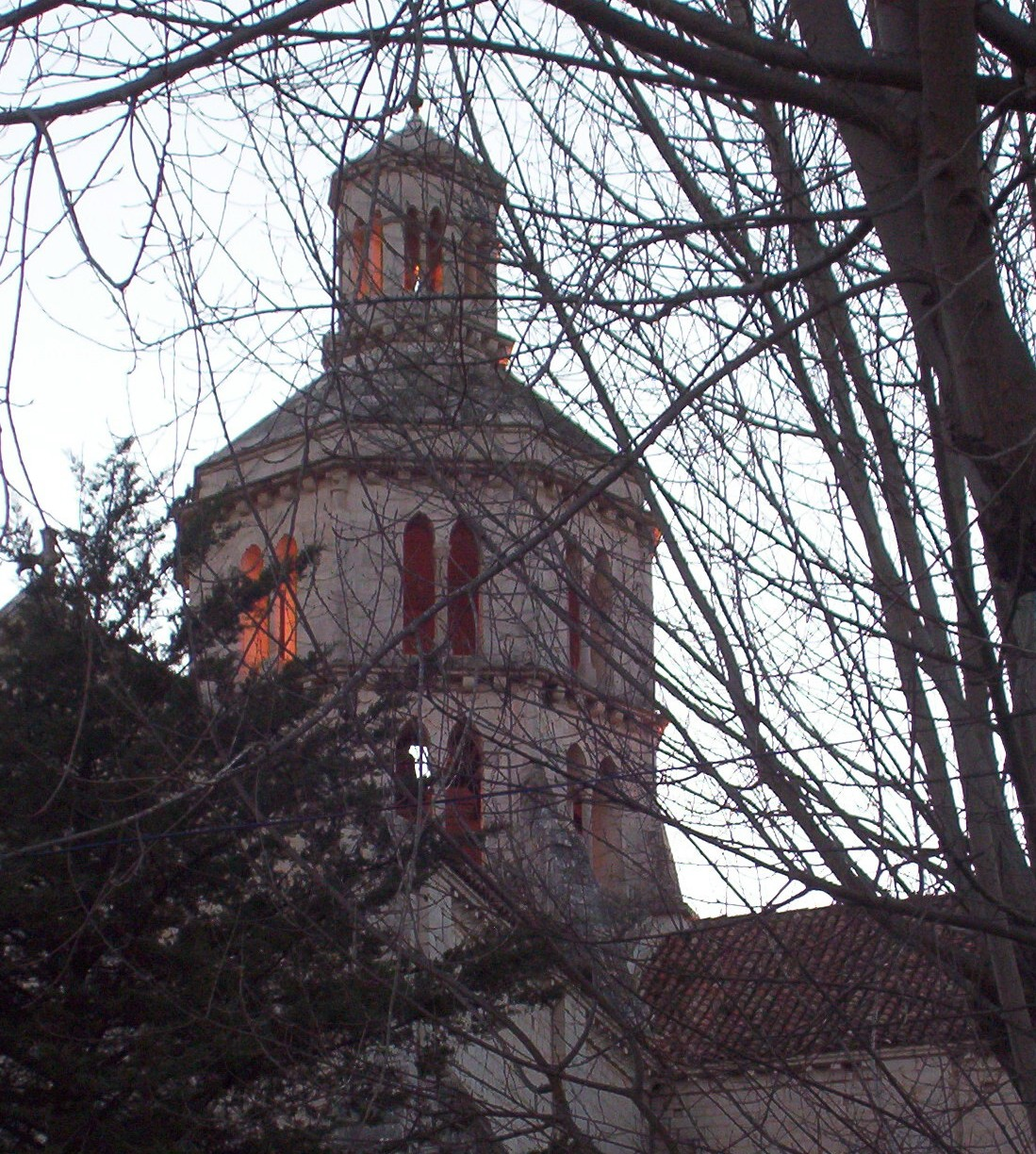
Vierungsturm der Abtei

Als die Stifter des Klosters gelten die Grafen von Aquino. 
Spätestens im neunten Jahrhundert wurde die Abtei von Benediktinern gegründet. Papst Gregor IV. (837–844) war zuvor Mönch in Fossanova. Das Kloster wurde zunächst nach dem Erlöser (Salvator), später nach der Hl. Pudentiana und dann nach den Hll. Stefan und Martin benannt.
1135 schloss Innozenz II. die Abtei dem Zisterzienserorden an und unterstellte sie der Abtei Hautecombe in Savoyen aus der Filiation der Primarabtei Kloster Clairvaux. Der erste Zisterzienserabt Gerard wurde der sechste Abt von Clairvaux. Das Kloster stellte mehrere Kardinäle und Bischöfe.
Am 7. März 1274 starb in Fossanova Thomas von Aquin. Er befand sich auf der Reise vom nahen Neapel zum Zweiten Konzil von Lyon.
Das Kloster wurde Mutterkloster von fünf weiteren Abteien (Kloster Santo Stefano del Bosco in Kalabrien, Kloster Marmosoglio, Kloster Ferraria, Kloster Corazzo und Kloster Santo Spirito di Zannone).
Um 1457 wurde in Fossanova die Kommende eingerichtet, gleichzeitig begann der Niedergang des Klosters. 1623 schloss sich das Kloster der römischen Provinz der italienischen Kongregation des Hl. Bernhard an.
1810 löste die Regierung des Königreichs Neapel das Kloster auf. 1825 wurde es von Papst Leo XII. den Kartäusern von Trisulti übertragen, die rund ein Jahrhundert lang blieben. Heute wird das Kloster von polnischen Ordensbrüdern des Franziskanerordens betreut.
Der Generalprokurator des Zisterzienserordens, Pater Gregorio Battista (Casamari), war vom 11. April 1960 bis zu seinem Heimgang am 27. Juni 2003 Titularabt von Fossanova.

## Anlage und Bauten
Die Fundamente für die neue Klosterkirche wurden 1163 unter Abt Gerard gelegt und die Kirche wurde 1208 mit der Konsekration durch Papst Innozenz III. vollendet. Der zisterziensisch-burgundische Baustil der am Ende des 14. Jahrhunderts vollendeten Abtei war später auch Vorbild für andere süditalienische Klöster.